# Gid'on Toury
Gid'on Toury (hebrejsky: גדעון טורי‎) ( 6. června 1942 – 4. října 2016 ) byl izraelský překladatel, teoretik překladu a profesor poetiky, srovnávání literatur a translatologie na univerzitě v Tel Avivu. Byl propagátorem deskriptivní translatologie (DTS, Descriptive Translation Studies).

## Výzkum
Zaměřoval se zejména na teorii překladu a deskriptivní translatologii, s důrazem na historii hebrejských překladů Bible od počátku až do současnosti.
Toury rozlišuje preskriptivní a deskriptivní studium. Preskriptivní koncepce mají za cíl formulovat pravidla, která by měla být dodržována všemi, kdo produkují text určitého typu. Jsou zaměřeny na hledání optimálních či správných řešení. Deskriptivní koncepce zkoumají již existující texty a popisují pravidla, podle kterých jsou nejspíše vytvořeny.
Zavedl termín „překladové normy“, což jsou skrytá pravidla, která dodržuje většina překladatelů, a která byla objevena deskriptivním zkoumáním skutečných překladů. Nejsou chápána jako preskriptivní pravidla, ale jako normy, specifické pro daný kontext. Normy se tedy mění v závislosti na čase a kultuře, a překlad se tak potýká se stejnými problémy stále znovu a znovu.

## Publikace
Vydal tři knihy, několik svazků editoval a publikoval mnoho článků, v angličtině i hebrejštině, které se týkají teorie překladu a srovnáváni literatury. Jeho články byly rovněž přeloženy do mnoha jiných jazyků, a také on sám byl aktivní překladatel (má na kontě asi 30 knih a spousty článků).